# Adenia digitata
Adenia digitata är en passionsblomsväxtart som först beskrevs av William Henry Harvey, och fick sitt nu gällande namn av Adolf Engler. Adenia digitata ingår i släktet Adenia och familjen passionsblomsväxter. Inga underarter finns listade i Catalogue of Life.